# Synaphosus soyunovi
Espèce
Synaphosus soyunovi est une espèce d'araignées aranéomorphes de la famille des Gnaphosidae.

## Distribution
Cette espèce est endémique de la province de Daşoguz au Turkménistan,.

## Description
Le mâle holotype mesure 4,35 mm.

## Étymologie
Cette espèce est nommée en l'honneur d'O. S. Soyunov.

## Publication originale
- Ovtsharenko, Levy & Platnick, 1994 : A review of the ground spider genus Synaphosus (Araneae, Gnaphosidae). American Museum novitates, no 3095, p. 1-27 (texte intégral).